# Campodeins
Els campodeins (Campodeinae) són una subfamília de diplurs de la família Campodeidae. Hi ha aproximadament 12 gèneres.

## Gèneres
- Campodea Westwood, 1842 i c g
- Clivocampa Allen, 1994 i c g
- Condeicampa Ferguson, 1996 i c g
- Eumesocampa Silvestri, 1933 i c g
- Haplocampa Silvestri, 1912 i c g b
- Litocampa Silvestri, 1933 i c g
- Meiocampa Silvestri, 1933 i c g
- Metriocampa Silvestri, 1911 i c g
- Orientocampa Allen, 2002 i c g
- Parallocampa Silvestri, 1933 i c g
- Podocampa Silvestri, 1932 i c g
- Tricampa Silvestri, 1933 i c g

Fonts de les dades: i = ITIS, c = Catalogue of Life, g = GBIF, b = Bugguide.net